# Горбов, Яков Николаевич
Я́ков Никола́евич Го́рбов (фр. Jacques Gorbof, 9 [21] августа 1896, Москва, Российская империя — 8 сентября 1981, Париж, Франция) — русский писатель, поэт, литературный критик, редактор. Участник Гражданской войны в России (1917—1922).

## Биография
Родился в Москве в семье энтузиаста народного просвещения и переводчика Николая Михайловича Горбова и Софьи Николаевны Горбовой (урожд. Масловой), оставившей прекрасные семейные воспоминания. Семья долгое время жила в Хамовниках, во Власьевском переулке. С детства был знаком с Анастасией Цветаевой, которая о нем кратко упоминала. 
Учеба в университете была прервана начавшейся Первой мировой войной. В Петербурге закончил Николаевское кавалерийское училище. Вместе с братьями Сергеем (1893—1915) и Михаилом (1898—1961) присоединился к армии. Яков служил в автомобильных войсках, младший брат Михаил в конной артиллерии. Старший Сергей погиб в 1915 году. Во время Гражданской войны Яков и Михаил служили в Добровольческой армии. Яков служил в 3-м танковом отряде и дослужился до поручика. 
После поражения белогвардейцев в Крыму семья эмигрировала в Германию, затем обосновалась во Франции. В Лилле, где Яков вначале жил вместе с приехавшей с ним из России женой Верой Изнар (1896—1977), они с братом Михаилом участвовали в основании православной церкви. Затем братья закончили Высшую текстильную школу в Мюлузе, позднее Яков был вольнослушателем в Католическом институте. Работал шофёром, одновременно писал стихи и прозу, но долго не издавался. Вступил добровольцем во французскую армию, в 1940 году отправился на фронт, был ранен. После ранения занялся садоводством и вернулся к писательскому творчеству. Жил в Лурмарене и Париже. В 1963 году познакомился с поэтессой Ириной Одоевцевой, в 1978 году вступил с ней в брак. 
В сентябре 1981 года скончался. Похоронен в Париже на кладбище в коммуне Шель рядом со своей первой женой.

## Творчество
В 1944 году в Лионе (Revue "Confluences") опубликованы стихи Я. Горбова, в 1947 году вышел первый роман «Les chemins de I’Enfer» (Дороги ада), в 1951 году — «Le second avènement» (Второе пришествие), в 1955 году — «M-me Sophie» (Мадам Софи, перевод на русский И. Одоевцевой), в 1958 году — сборник новелл «Ne parlons plus du passé : six nouvelles», переведенных с русского автором. Работал в лучших французских журналах, в том числе в «Les Nouvelles littéraires». Все его романы хорошо приняты критикой, а роман «Les condamnés» (Приговорённые) в 1954 году награждён премией «четырёх жюри». С 1961 году — редактор журнала «Возрождение», публиковался и на русском языке: романы «Все отношения» (1964), «Асунта» (1967).

## Комментарии
1. ↑  По некоторым источникам, в Пушкине под Москвой.
2. ↑  Документально пока не подтверждено.
3. ↑  Был сержантом 2-го сводного полка иностранных добровольцев.
4. ↑  В июне 1940 года, госпитализирован в По (Пиренеи).